# بيرن بايفن
بيرن بايفن (بالإنجليزية: Byrne Piven) هو ممثل أمريكي، ولد في 24 سبتمبر 1929 في سكرانتون في الولايات المتحدة، وتوفي في 18 فبراير 2002 في إيفانستون في الولايات المتحدة بسبب سرطان الرئة.

## أعمال

### أفلام
- (1999) أن تكون جون مالكوفيتش[4]

## وصلات خارجية
- بيرن بايفن على موقع IMDb (الإنجليزية)
- بيرن بايفن على موقع قاعدة بيانات برودواي على الإنترنت (الإنجليزية)
- بيرن بايفن على موقع قاعدة بيانات الفيلم (الإنجليزية)